# اکانتیت پانیا
اکانتیت پانیا (تایلندی: เอกนิษฐ์ ปัญญา؛ زادهٔ ۲۱ اکتبر ۱۹۹۹) بازیکن فوتبال اهل تایلند است.
از باشگاه‌هایی که در آن بازی کرده‌است می‌توان به باشگاه فوتبال چیانگرای یونایتد اشاره کرد.
وی همچنین در تیم‌های ملی فوتبال زیر ۲۳ سال تایلند و تایلند بازی کرده‌است.